# Archileucogeorgia
Archileucogeorgia är ett släkte av mångfotingar. Archileucogeorgia ingår i familjen kejsardubbelfotingar.
Kladogram enligt Catalogue of Life:
| Archileucogeorgia | \| \| Archileucogeorgia abchasica \| \| \| \| \| \| Archileucogeorgia satunini \| \| \| \| |
|                   | \| \| Archileucogeorgia abchasica \| \| \| \| \| \| Archileucogeorgia satunini \| \| \| \| |
|                   | Archileucogeorgia abchasica                                                                |
|                   |                                                                                            |
|                   | Archileucogeorgia satunini                                                                 |
|                   |                                                                                            |